# Михайловский, Василий Яковлевич
Василий Яковлевич Михайловский (1834—1910) — протоиерей Русской православной церкви, проповедник, российский духовный писатель

, поэт и общественный деятель; магистр Санкт-Петербургской духовной академии. Член Императорского православного палестинского Общества по прозвищу «Петербургский златоуст».

## Биография
Родился 21 марта (2 апреля) 1834 года в Тверской губернии. Окончил курс в Санкт-Петербургской духовной семинарии, затем в Санкт-Петербургской духовной академии.
По окончании обучения преподавал греческий, латинский и немецкий языки в Казанской духовной академии. После перевода в Санкт-Петербург был законоучителем Павловского военного училища. Состоял в числе членов военно-учебного комитета, всех школ Русского технического общества, а также Епархиального училищного Совета.
В 1869 году был переведён в храм Происхождения Честных Древ Животворящего Креста Господня (Спасо-Бочаринский) у Финляндского вокзала. За время служения здесь (до 1883 года) проявил себя как замечательный проповедник. С 1873 года при церкви активно работало благотворительное общество, содержавшее богадельню, приют и школу. Храм был одним из центров благотворительности Санкт-Петербурга.
Затем он долгое время состоял протоиереем и настоятелем Санкт-Петербургской Вознесенской церкви, был законоучителем 5-й Санкт-Петербургской гимназии.
Активно боролся с пьянством являясь одним из видных деятелей Санкт-Петербургского общества трезвости и некоторое время занимал в нём пост председателя.
Умер 14 (27) июня 1910 года и был погребён на Богословском кладбище Санкт-Петербурга.
Был награждён орденами Св. Владимира 4-й степени и Св. Анны 2-й степени.

## Источник
- На могиле протоиерея Василия Михайловского // Сайт благотворительного фонда «Возрождение культурного наследия».